# Siegmund Klein

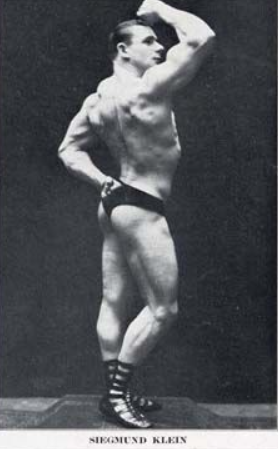
Siegmund Klein im Jahr 1933

Siegmund Klein (* 10. April 1902 in Thorn; † 24. Mai 1987) war ein deutsch-amerikanischer Kraftakrobat, Bodybuilder, Zeitschriftenverleger und Fitnessstudiobesitzer, der in der Körperkultur eine bedeutende Rolle spielte. Er wurde 2006 in die IFBB Hall of Fame aufgenommen.

## Leben
„Sig“ Klein wurde 1902 in Thorn, heute Toruń in Polen, geboren. Seine Familie wanderte ein Jahr später nach Cleveland in Ohio aus. Als Leser von Kraftmagazinen und Bewunderer der muskulösen Arme seines Vaters begann Klein im Alter von 12 Jahren mit dem improvisierten Einsatz von Fenstergegengewichten mit dem Krafttraining. Mit 17 Jahren trainierte er mit einem Standardsatz 100-Pfund-Langhanteln.
Im Jahr 1924 zog Klein nach New York City und übernahm das Fitnesszentrum von Ludwig Durlacher. Er lernte Durlachers Tochter Grace kennen und heiratete sie später. Im Juli 1926 veranlasste er Tony Sansone, das Fitnessstudio weiter zu leiten, und Klein eröffnete sein eigenes Fitnessstudio in 207 West 48th Street/717 Seventh Avenue. Mit einer Fläche von nur 9 mal 12 Meter entwickelte sich Kleins „Physical Culture Studio“ in den 1940er und 1950er Jahren zu einem der bekanntesten Fitnessstudios in den USA, wo zudem Fotoshootings für Joe Weiders Zeitschriften stattfanden. Er schloss sein Fitnessstudio zum ersten Mal im November 1968, um an Bob Hoffmans 70. Geburtstagsfeier teilzunehmen. Nach 48 Jahren Betrieb wurde es endgültig geschlossen.
Klein veröffentlichte von Juni 1931 bis Dezember 1932 eine eigene Zeitschrift mit dem Namen Klein's Bell, die dann mit Bob Hoffmans neuer Zeitschrift Strength & Health fusionierte, für die Klein 1933 zu schreiben begann. Neben Hoffmans und Weiders Magazinen war Klein auf den Titelseiten von Iron Man, Vim, Edmond Desbonnets La Culture Physique und dem Physical Culture Magazine zu sehen.
In Bezug auf die Regelmäßigkeit des Trainings vertrat er die Überzeugung, dass ein Bodybuilder, sobald er in guter Verfassung ist und über vernünftig entwickelte Muskeln verfügt, nicht mehr viel trainieren muss, um diese zu halten. Als Beispiel für sich selbst schrieb Klein 1969, dass er im Alter von 35 Jahren das letzte Mal schweres Heben unternommen habe und von da an nur noch dreimal pro Woche mit einstündigen Trainingseinheiten trainiert habe.
In Arnold Schwarzeneggers Encyclopedia of Modern Bodybuilding wird er als Pionier beschrieben, der dem Körper über die bloße Kraft hinaus einen Wert beimisst und ihn als Beweis körperlicher Gesundheit darstellt.
Klein starb 1987 im Alter von 85 Jahren an Krebs, er hinterließ seine Frau und eine Tochter.